# 小松杏里
小松 杏里（こまつ あんり、男性、1957年2月4日 - ）とは、東京都渋谷区出身の劇作家・演出家・編集者である。演劇プロジェクト月光舎の主宰であり、ドワンゴクリエイティブスクール講師。現在は福岡県久留米市在住。

## 福岡時代
- 博多や天神などで行われた代アニ福岡校学生の学院祭公演や卒業公演で執筆・演出を手掛ける。
- 2006年3月に、九州で活躍する役者によって行われた韓国現代戯曲『豚とオートバイ』（李萬喜作）の演出をした。

## 略歴
- 1975年、明治大学に入学。
- 1976年、演劇舎螳螂を結成。
- 1980年ごろ、けいせい出版編集者として、ひさうちみちお、川崎ゆきお、奥平イラ、平口広美、いしかわじゅん等の、マニアックな漫画家たちの単行本を刊行。
- 1988年、演劇舎螳螂解散。
- 1992年、演劇プロジェクト月光舎を組織する。
- 2003年、代々木アニメーション学院福岡校に常任講師として赴任する。
- 2006年、代々木アニメーション学院横浜校に転任する。
- 2007年、3月いっぱいで代々木アニメーション学院を辞し、4月よりドワンゴクリエイティブスクールに講師として赴任。

## 代表作
- 『銀幕迷宮（キネマ・ラビリンス）』
- 『レプリカ』
- 『莫』
- 『眠れぬ夜のアリス』
- 『ピカイア』
- 『啼く月に思ふ』
- 『少女博物誌』

## ルポルタージュ
- 『ニューハーフが決めた「私」らしい生き方』

## 著書
- 『少女博物誌』
- 『小松杏里・劇本』
- 『莫／月の兎』
- 『おとぎげき』